# Staré Město (okres Uherské Hradiště)
Staré Město (do roku 1996 Staré Město u Uherského Hradiště, německy Altstadt bei Ungarisch Hradisch) je město v okrese Uherské Hradiště ve Zlínském kraji na pravém břehu řeky Moravy. Žije zde přibližně 6 600 obyvatel. Spolu s Uherským Hradištěm a Kunovicemi tvoří městskou aglomeraci s 38 tisíci obyvateli.

## Základní údaje
První písemná zmínka o obci pochází z roku 1131. V letech 1943–1945, 1948–1954 a 1971–1990 byla součástí sousedního města Uherské Hradiště, přičemž od roku 1961 až do 31. prosince 1995 nesla oficiální název „Staré Město u Uherského Hradiště“. Po osamostatnění se bylo Staré Město v roce 1997 oficiálně povýšeno na město.

## Historie

### Předvelkomoravská historie
Území Starého Města bylo osídleno již od pravěku. Archeologickými výzkumy je osídlení doloženo v době kamenné, bronzové i železné.
Nejvýznamnějším zástupcem lidu starší doby bronzové je lid únětické kultury, jehož osídlení se předpokládá v místech poblíž hřbitova, bližší konkrétní doklady v podobě kostrových hrobů jsou z lokality Zahrádky. Lid střední doby bronzové zanechal artefakty ve staroměstské lokalitě Špitálky a Čertůj kút. Z mladší doby bronzové existuje ojedinělý doklad osídlení lidu velatické kultury z lokality Špitálky. Zato doklady o osídlení lidu kultury lužické je jedenáct. Jedná se o Čertúj kút, Zadní Kruhy, Zahrádky, Trávník, Na Valách, Na Dědině, Za Kostelíkem, Špitálky, Nový Svět, Olší a Špilov. Ze starší doby železné – halštatské je doloženo osídlení lidu kultury platěnické z Čertova kúta a z polohy Padělky.
Z doby laténské se předpokládá keltské osídlení v poloze Zadní Kruhy, které završilo pravěký civilizační proces.
Ze starověké doby římské a doby stěhování národů se předpokládá germánské sídliště na Čertově kútě. Oproti vzácným nálezům germánským častějšími a zajímavějšími se jeví nálezy římské provenience především z poloh Špitálky a Na dědině.
Někdy na přelomu 6. a 7. století již byli Slované usídleni na ostrožně Na Valách. Přítomnost další osady je možná Na Špitálkách. V průběhu 8. století došlo k osídlení dalších lokalit v katastru Starého Města v polohách Na Zerzavici, Za Radnicí, Za Zahradou. Někdy v polovině 8. století nebo krátce po ní byla na sídlišti Na Valách vybudována hradba s příkopem, čímž vzniklo opevněné hradisko.

### Velkomoravská historie
Okolo poloviny 9. století došlo na Valách k výstavbě zděného kostela. Akropole Starého Města „Na Valách“ dosáhla rozmachu ve druhé polovině 9. století. Založením dalších sídlišť v těsné blízkosti vznikl rozsáhlý opevněný útvar městského typu, dnes označovaný termínem "aglomerace", na tehdejší poměry s mimořádnou koncentrací obyvatelstva. Lokalita Na Valách se postupně stala centrálním pohřebištěm celé aglomerace, čímž zaniklo prvotní hradisko. V důsledku toho zřejmě také došlo k přestěhování části obyvatel do jiných částí aglomerace.
Zástavba aglomerace byla členěna na účelové areály včetně výrobních okrsků specializované řemeslné výroby, podléhající určité urbanistické koncepci (mocenský areál Na Dědině, výrobní areály Na kostelíku, resp. U Víta, Na Špitálkách a Nad Haltýři, tržní prostranství Salaška, centrální nekropole Na Valách, sídelní okrsky Za Zahradou, Na Špitálkách a Rybárny, ostrov sv. Jiří i s mocenskou a výrobní složkou, centrální církevní areál na sadské ostrožně Derfla). Uvnitř, na hranici i vně aglomerace se nacházejí doklady o několika druzích fortifikací od opevnění tzv. lehčí konstrukce (např. tzv. Christinův val starobylé konstrukce i tvaru) až po nejpevnější hradbu doposud zjištěnou v rámci našich velkomoravských hradisek, a to ve východní části uherskohradišťské čtvrti Rybárny v poloze Bumbalov. Hradba skořepinové konstrukce s masívní, přes 2 metry silnou kamennou plentou, byla široká téměř 10 metrů.

### Povelkomoravská historie
Zánik Velké Moravy (kol. roku 907) se pochopitelně projevil i na velkosídlišti na území Starého Města. Dřívější hradiště se přeměnilo na trhovou ves, která nesla název Veligrad (villa Veligrad), jak připomíná známá listina olomouckého biskupa Jindřicha Zdíka z roku 1141, kam je obvykle přesněji řazen vznik tohoto dokumentu, nebo také listina z r. 1228 (výčet statků velehradského kláštera v privilegiu Přemysla I. Otakara), v níž se uvádí Weligrad, dříve město, nyní městys, nebo též někdejší hradiště, nyní trhová obec (Weligrad, civitas primo, modo burgus). Význam této trhové vsi, kde „trhy se konaly od nepaměti“, znovu vzrostl, když moravský markrabě Vladislav Jindřich v roce 1205 založil v blízkosti Veligradu cisterciácký klášter.
O „staré a známé trhové právo“ však Veligrad přišel v roce 1257, když došlo z příkazu českého panovníka Přemysla Otakara II. k přenesení tržních práv z Veligradu a blízkých Kunovic) na nově založené město na ostrově v řece Moravě, které dostalo nejdříve název Nové Město, o rok později Nový Veligrad a teprve později na počátku 14. století, když se jméno Velehradu vžilo pro novou obec okolo velehradského kláštera, ustaluje se pro Nový Veligrad název Hradiště (popř. Hradiště nad Moravou), od 17. století pak Uherské Hradiště. Naposledy je staroměstské sídliště jmenováno Veligradem v listině českého krále Jana Lucemburského z 2. března 1315 (CDM VI, č. 88, s. 61). V listině Alberta ze Zdounek z 5. února roku 1321 se již nazývá Starým Městem. Od této doby se původnímu Veligradu začalo říkat Antiqua civitas – Staré Město.
Velehradský klášter ve Starém Městě vybudoval hospodářský dvůr, který sloužil k jeho zásobování. Až do poloviny 15. století náleželo město pod staroměstskou farnost. Avšak úpadek velehradského kláštera za husitských válek způsobil, že bylo Staré Město dáno klášterem do zástavy městu Uherské Hradiště a v 16. století se Staré Město podle zemských desk stalo majetkem Uherského Hradiště. Pro hradišťské měšťany mělo Staré Město zvláštní význam jako zemědělské středisko s hospodářskými dvory a výnosnými svobodnými statky.
Od poloviny 19. století se změnil do té doby vyloženě zemědělský charakter obce. Byla vybudována a v roce 1841 uvedena do provozu Severní dráha císaře Ferdinanda, která spojila Staré Město s Vídní a s průmyslovými oblastmi na severu Moravy a ve Slezsku. Roku 1853 u trati vznikla staniční budova. Založení cukrovaru bratří Mayů v roce 1868 a dalších průmyslových podniků vedlo k tomu, že se tu vedle zemědělského obyvatelstva objevila početná vrstva dělnictva.
V roce 1990 se na základě lidového referenda Staré Město osamostatnilo odloučením od sousedního Uherského Hradiště a v roce 1997 bylo Staré Město povýšeno na město.
Ve stejném roce zasáhla Staré Město stoletá voda z rozvodněné Moravy. V důsledku katastrofální povodně bylo zbouráno celkem 93 domů.

## Archeologické výzkumy
Lokality Starého Města a Uherského Hradiště (rozloha velkomoravské aglomerace přesáhla katastr dnešního Starého Města) vzbuzují trvalý zájem archeologů již od poloviny 19. století.
První skutečné odkryvy mající charakter archeologických výkopů byly na půdě Starého Města uskutečněny v 70 a 80. letech 19. století. Jsou spojeny se jmény staroměstského učitele a archeologa Julia Jeronýma Christina (1868–1870), kněze Františka Přikryla (1876–1887), kněze Julia Vychodila, Jana Nevěřila, revírníka Arnošta Matzenauera, učitele Josefa Homoly (1880–1885), doktora F. Koželuhy a Františka Myklíka (1888–1889). O nálezy Christinova nástupce ve staroměstské škole Františka Myklíka se začal zajímat též přední reprezentant moravské archeologie Inocenc Ladislav Červinka.
K dalším badatelům přelomu 19. a 20. století patří Ignác Tkáč, doktor Martin Kříž a Bartoloměj Hanák.

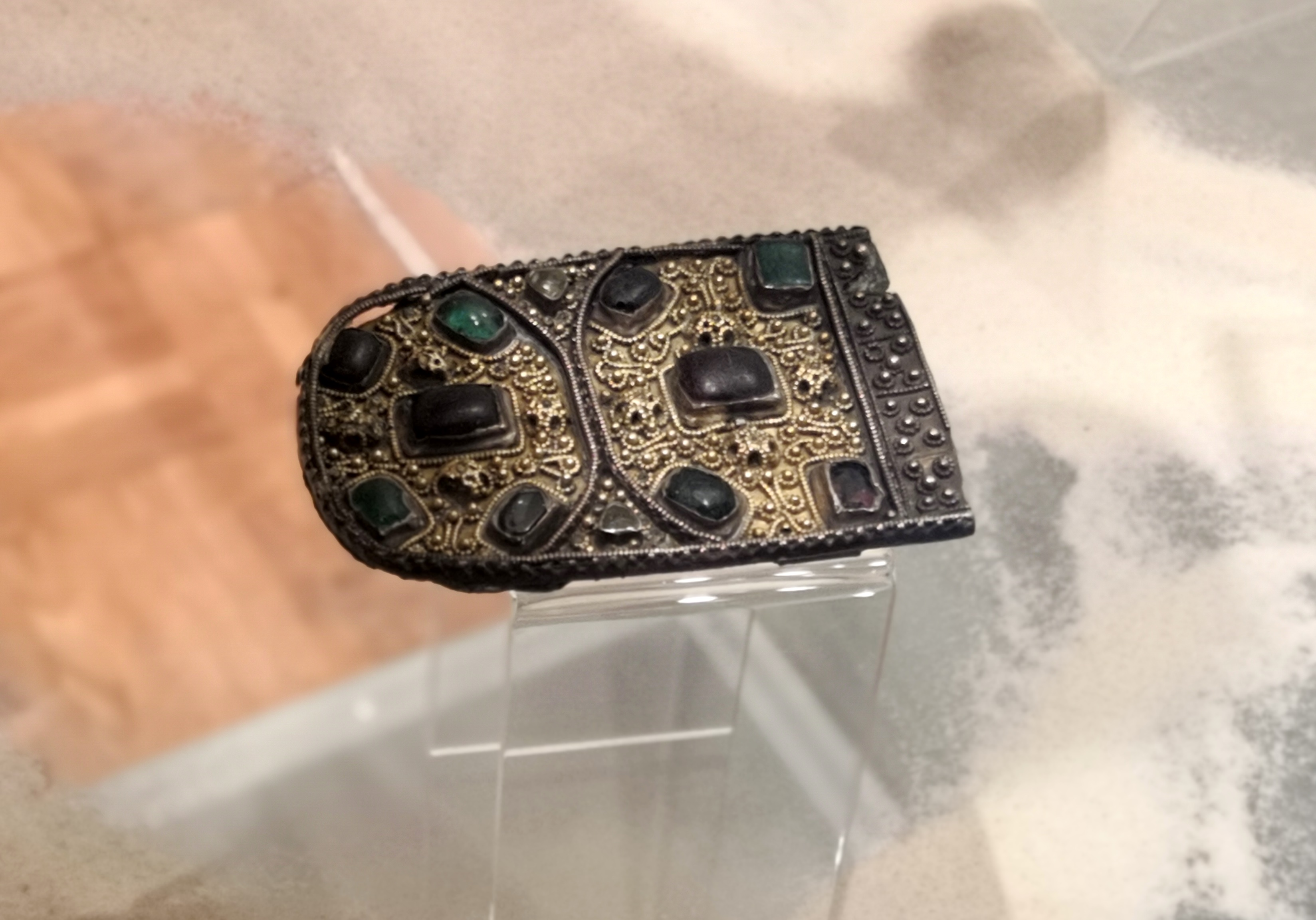
Nákončí z období Velké Moravy

Druhá etapa archeologického bádání je ve Starém Městě spojena především se jménem učitele, muzejníka a amatérského archeologa Antonína Zelnitia, který kolem sebe soustředil skupinu dobrovolníků (K. Hanáka, A. Horsáka, J. Kočiše, E. Lepku a V. Hrubého).
Posléze se také podařilo přilákat „Na Valy“ čelné představitele prvorepublikové archeologické vědy – nejprve veletinského rodáka, významného slavistu a univerzitního profesora Lubora Niederla (1927) a s jeho přispěním i ředitele státního Archeologického ústavu Karla Buchtelu a pak Jaroslava Böhma a nakonec i americké badatele V. J. Ferokese a R.V. Ehricha (1928). Ti se dokonce účastnili i samotných odkryvů. K dalším veličinám meziválečné archeologie, zajímajících se o velkomoravskou problematiku Starého Města patřil i německý badatel Karl Dinklage. V roce 1942 byly archeologické výkopy ve Starém Městě na tři roky přerušeny.

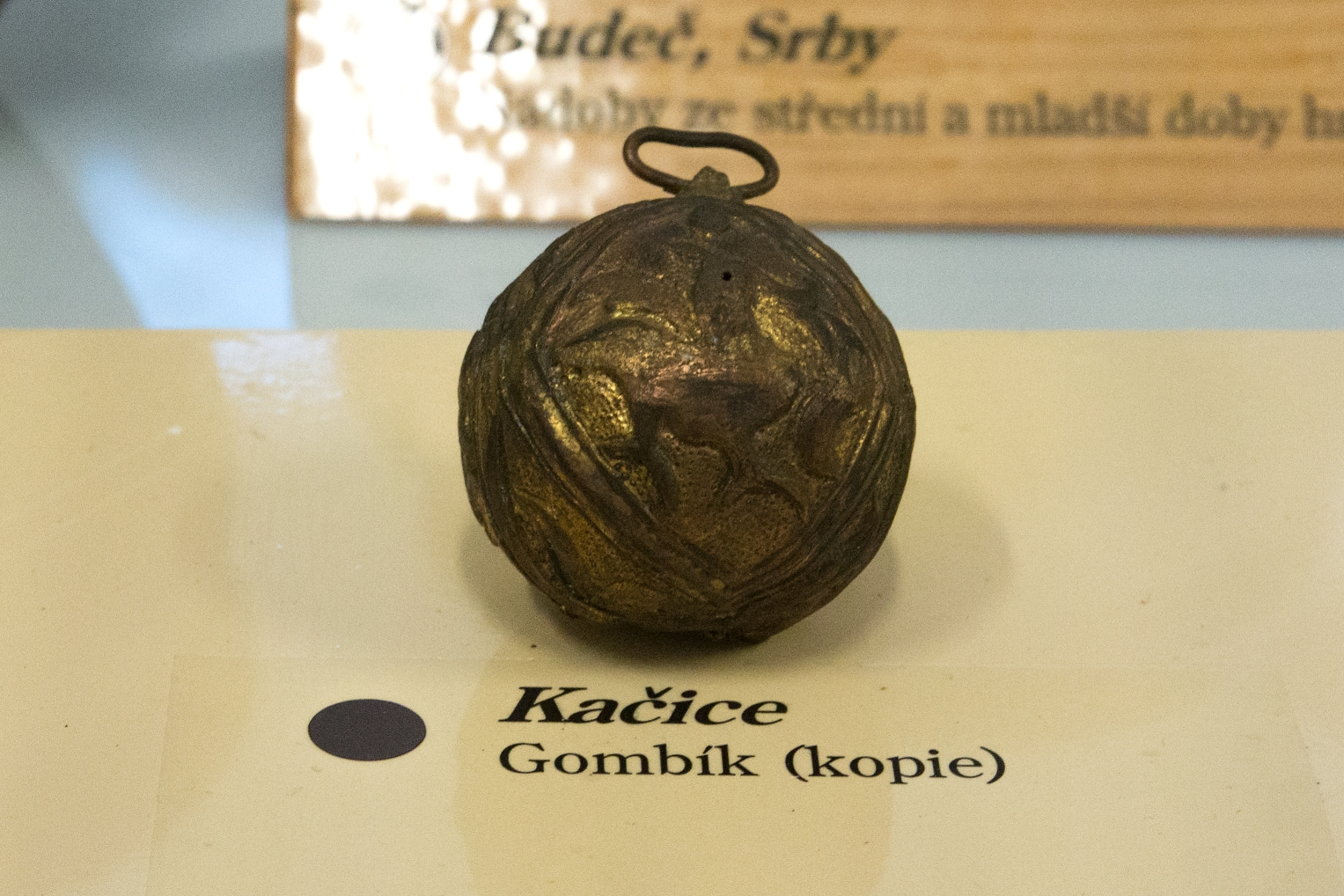
Kopie gombíku

Počátek třetí etapy archeologického terénního výzkumu můžeme ve Starém Městě přiřadit k roku 1948. Na místo vedoucího archeologa tehdy nastoupil čerstvý absolvent brněnské univerzity, bývalý učitel Vilém Hrubý. Pod jeho vedením byl v roce 1949 v lokalitě Na Valách učiněn objev, který se nesmazatelně zapsal do dějin naší archeologie. Při pokračujícím výzkumu pohřebiště došlo k odkryvu negativní výplně základových rýh sálového kostela s podkovovitou apsidou, což představovalo objevení prokazatelně první zděné architektury z doby Velké Moravy u nás. (Resp. druhé. Dříve objevený kostel v Modré u Velehradu v roce 1911 Janem Nevěřilem v tu dobu totiž ještě nedisponoval důkazy, že se jedná o kostel z 9. století). Výsledky své práce zveřejnil Vilém Hrubý v monografii: Staré Město – velkomoravský Velehrad.
K zásadní změně ve strategii archeologických výzkumů na půdě Starého Města došlo v roce 1976. Byla důsledkem rozšiřující se bytové a investiční výstavby, která zasáhla velké plochy zahrad a polí, často v intravilánu obce. Poslední výzkumy jsou spojeny se jménem Doc. PhDr. Luďka Galušky, CSc.
V prostoru velkomoravské aglomerace bylo odkryto několik základů či negativů základů zděných kostelů (Na Dědině, Na Valách, Špitálky u Christinova valu, Na Kostelíku (U Víta), na ostrově sv. Jiří, na sadské ostrožně Derfla).
Na území staroměstské aglomerace bylo nalezeno také mnoho typických velkomoravských zlatých, stříbrných či bronzových (i pozlacených) šperků (náušnice, záušnice, prsteny, závěsky náhrdelníků, gombíky, rolničky, nákončí aj.), dále zbraní (sekery tzv. bradatice, meče, nože, hroty oštěpů), ostruh, nářadí (dláta, zlomky vrtáků, pily, rydla), zemědělských nástrojů, keramiky, nádob (zlomky tyglíků a kadlubů, hrnce, hrnky, džbány, čutory, amfory, vědérka, pokličky), tavicích i pekařských pecí a jiných artefaktů (hřivny a tzv. lupy, olověné křížky s obrazem ukřižovaného, třmen, plaketa, přezky, břitvy, ocílky, kleště, klíče, podkovy, jehly, jehlice, přesleny, proplétačky, šídla, roubíky, okovy, kování, brusle, píšťalky, křesadla, příbor, nůžky, hladidla, rukojeti, hřebeny, knoflíčky, korálky, zbytky pláten a kůže, brusy, cihly, střešní tašky, monoxyly-dlabané dubové čluny).
Vzhledem k tomu, že na místě dřívější velkomoravské aglomerace stojí město, resp. dvě města, očekává se, že další nálezy mohou následovat.

### Na Dědině

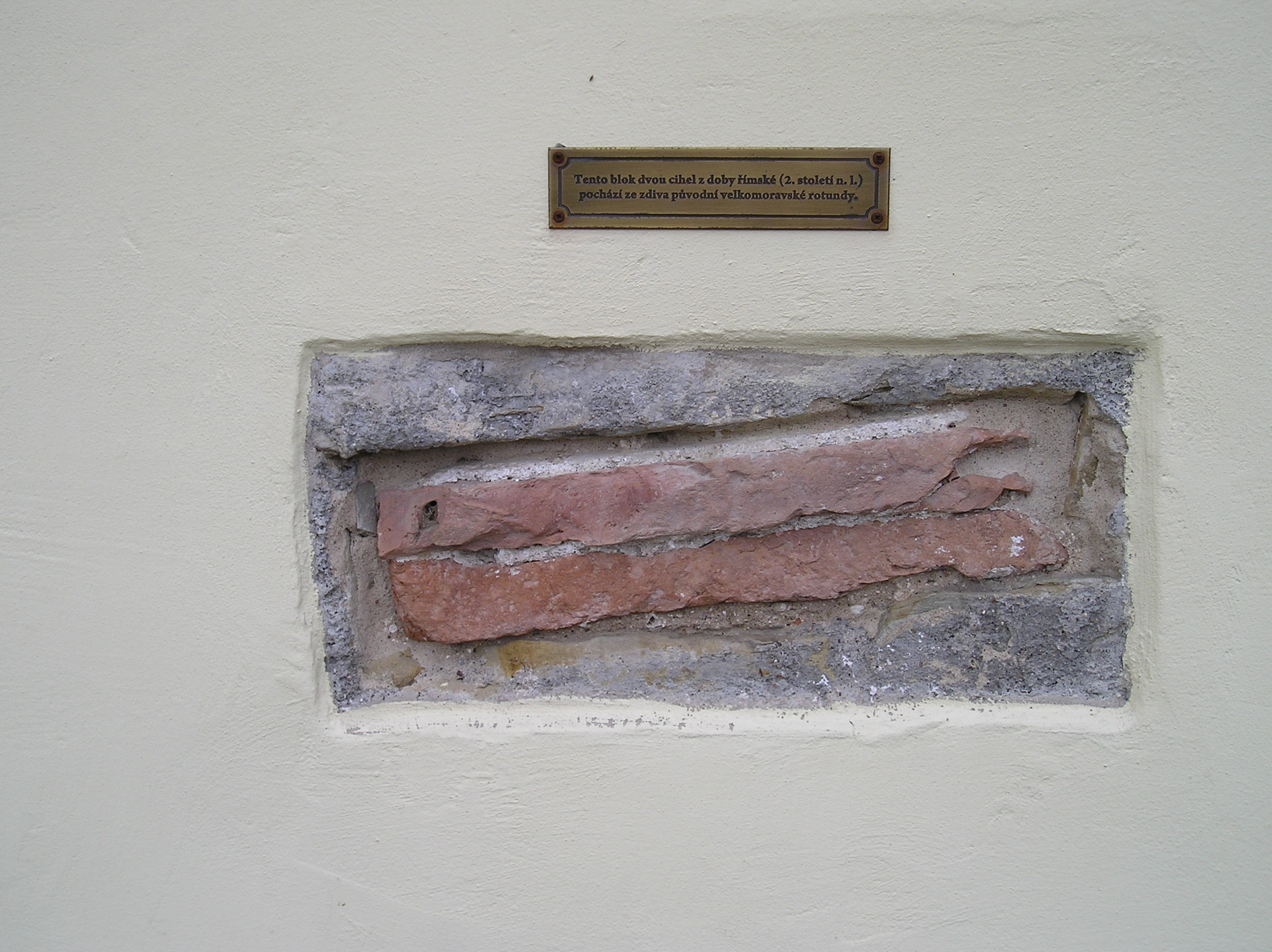
příklad použití římské cihly ve zdi kostela sv. Michaela

Na mírně vyvýšené terase nad starým korytem řeky Moravy v poloze Na Dědině stojí kostel svatého Michaela obklopený staroměstským hřbitovem. Archeologický výzkum hřbitova je prakticky nemožný, neboť přes tisíc sto let se tu půda převrací stále novými pohřby, takže všechny vrstvy jsou již dokonale promíchány. 
Teprve při průzkumu kostela sv. Michaela se podařilo zjistit pod jeho podlahou několik neporušených velkomoravských hrobů a základy rotundy z poloviny 9. století s některými prvky antické stavební techniky. Dle stratigrafie rotunda přežila pád Velké Moravy (tuto skutečnost dokládá nález denáru Oty Sličného z let 1061 – 1086), byla opravena novou vrstvou lité maltové podlahy a vyzdobena. Sloužila svému účelu až do poloviny 13. století, kdy ji nahradil sálový kostelík s pravoúhlým protáhlým kněžištěm, postavený cisterciáky. (Datování je potvrzeno nálezem cihlových dlaždic z dílen velehradského cisterciáckého kláštera.) Ti použili materiálu ze zbořené rotundy a tak nacházíme ve zdivu kostela již potřetí použité římské cihly (celkem 106 ks). V roce 1645 byl zničen Švédy a v r. 1734 byl obnoven. V této podobě slouží dodnes.
O důležitosti kostela sv. Michaela svědčí skutečnost, že byl až do konce 16. století farním kostelem i pro Uherské Hradiště, jehož kostel svatého Jiří k němu přináležel jako filiální (možná pro původní význam z doby Veligradu).
Hexagonální kaple sv. Jana vznikla pravděpodobně ne dlouho před přestavbou kostela ve 13. stol., neboť architektonické prvky kaple sv. Jana jsou archaičtější a ani charakter a složení zdiva není u obou staveb shodné. U kaple sv. Jana nebylo použito římských cihel. Jinak na římské cihly s kolky XIV. legie z Carnunta (s označením LEG XIIII G ANT) i soukromého výrobce rovněž z Carnunta tu narážíme skoro všude (dosud asi 1000 ks a úlomků). Pocházejí pravděpodobně ze zbytků blízké zatím nenalezené římské stavby.
V poloze Na Dědině v těsné blízkosti rotundy byl odkryt profánní (světský) objekt 18 x 10 m označený za stavbu palácového typu dle stratigrafie z vrcholného velkomoravského období. Měl na maltu kladené mohutné celokamenné zdi, jejichž síla naznačuje, že se mohlo, ale také nemuselo jednat o stavbu patrovou. Objekt byl opatřen třemi druhy litých maltových podlah. Jeho střecha byla tvořena pálenou střešní krytinou antického charakteru a ozdobnými hřebenovkami.
Nedaleko zdi byla objevena hluboká zděná studna.
V okolí rotundy a paláce kvetla zemědělská osada. Na okraji sídliště v této lokalitě byla objevena překvapivě rozsáhlá kovolitecká a šperkařská dílna s řadou pecí a věncem pomocných provozů kolem dokola. Pozoruhodným nálezem bylo nalezení zbytků zlatem a bronzem tauzované buly – pouzdra na pečeť (dokládající přítomnost velmi významného panovníka).

### Na Valách

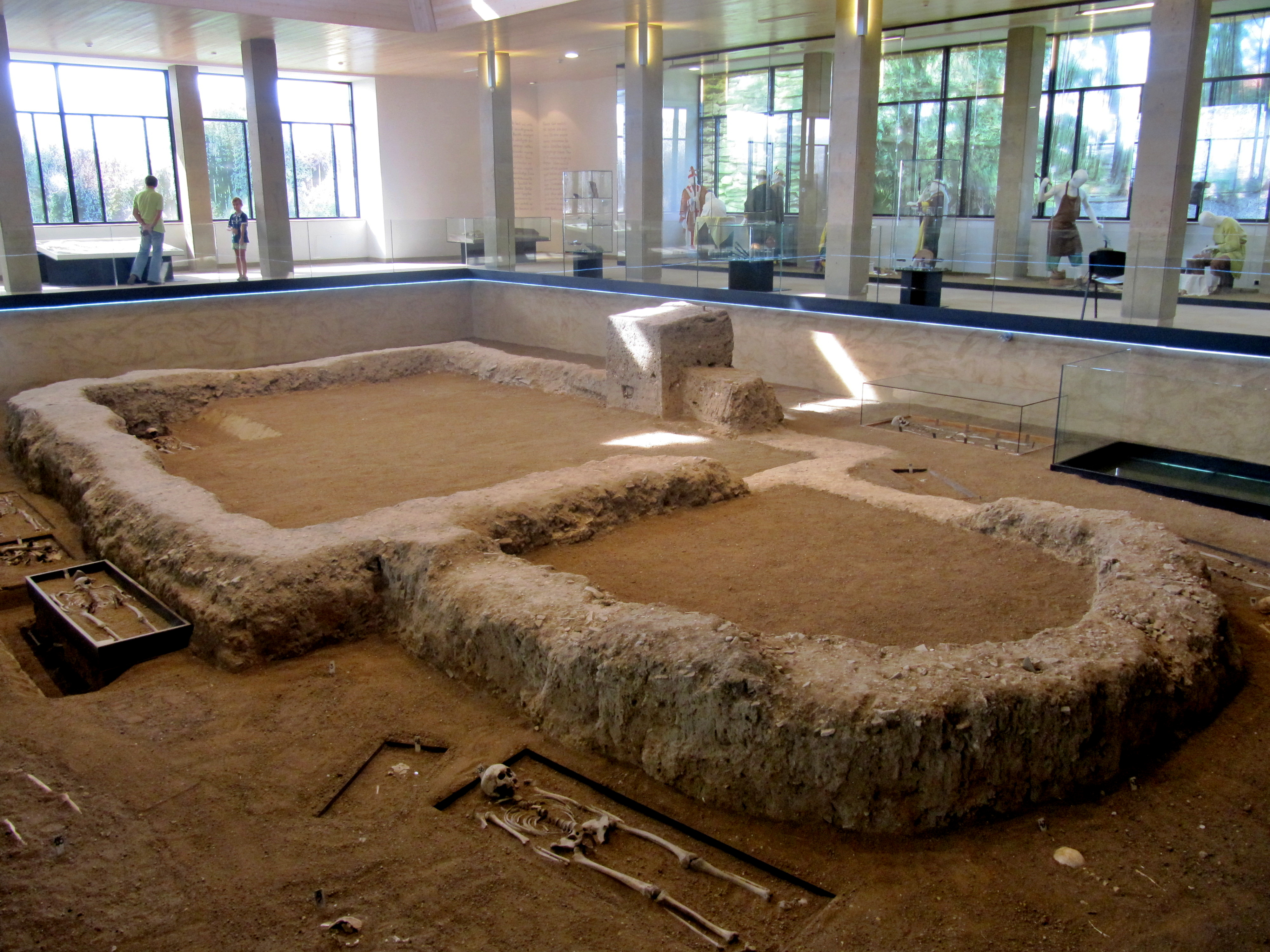
kostel Na Valách

Poloha Na Valách je částí mimořádně rozsáhlé nekropole s odhadem minimálně 10 ha. Pohřebiště se používalo nepřetržitě téměř půl tisíciletí (od 6. do 10. stol.) a nejfrekventovanější bylo od počátku 9. století do poloviny 10. století. Přibližně 2500 hrobů z tohoto stopadesátiletého období svědčí o značné lidnatosti sídliště. Hroby se místy překrývaly až v pěti vrstvách.
Množství nálezů různých šperků dává tušit, že obyvatelstvo žilo v relativním blahobytu. Objevené dílny nejrůznějších řemesel i výrobců jemných nádob, přepychových předmětů a šperků dokládají, že nejde o importy, ale o domácí výrobu.
Přeměnu původně pohanského pohřebiště v křesťanský hřbitov završilo někdy těsně po polovině 9. stol. založení hřbitovního kostela s obdélníkovou lodí 8,5 x 7,25 m a polokruhovitou 5 m dlouhou a 4,25 m širokou apsidou. Podlaha lodi byla pravděpodobně vyložena pálenými dlaždicemi, v kněžišti byla tvořena litou maltovou podlahou.
Opevněné sídliště kolem nekropole mělo rozlohu asi 18 ha a k němu přiléhalo na jižní straně předhradí o rozloze asi 7 ha. Dílenské objekty se soustředily na jihovýchodním okraji hradiště a v přilehlé části předhradí.
Mělo-li toto hradiště nějakou akropoli, to se nedá pro hustou zastavěnost zjistit.
Obyvatelé sídliště Na valách se živili pěstováním obilovin a chovem dobytka doplněného lovem zvěře a rybolovem. Mezi řemesly vynikalo hrnčířství zřetelně nejen pro domácí trh, ale i pro export, kamenictví, zpracování dřeva, těžba a zpracování železné rudy, kovářství, kovolitectví a šperkařství, tkalcovství, koželužství a nálezy závaží svědčí o tom, že nechyběl ani obchod.

### Nad Haltýři
Sídliště Nad Haltýři na jihovýchodě téměř navazuje na severozápadní okraj sídliště Na Valách. Zde byly nalezeny železářské hutě, kovolitecké a šperkařské dílny. Dle nalezených slitin lze usuzovat i na zvonařství. Železná ruda zpracovávaná v této osadě pocházela částečně z málo vydatných místních zdrojů, částečně z dovozu. Dovozová ruda se svým obsahem nejvíce blížila rudě skandinávské.
Rovněž na tomto sídlišti lze sledovat jasný urbanistický záměr koncentrovat ohněm nebezpečná řemesla do míst, kde nemohou ohrožovat existující sídliště.
Sídliště Nad Haltýři bylo asi přistěhovalecké, obyvatelé možná nesplynuli s místním obyvatelstvem, neboť pohřbívali přímo na sídlišti.
Západně od železářské kolonie vznikla v poslední třetině 9. století nad svahem ostrožny nad Salaškou zemědělská osada okolo větrného mlýna, jehož základy tam byly nalezeny.

### Špitálky
Sídliště Špitálky na jižní ostrožně mezi tokem Moravy a Salašky je zajímavé prvními pravěkými nálezy na území Starého Města (tzv. Myklíkovo naleziště). Další nálezy, které unikly zkáze při stavbě lokální železniční trati, patří do doby hradištní, předslovanské i slovanské. Kontinuitu až do pozdní doby velkomoravské dokládají hroby na tzv. Čertově kútě, strmém břehu nad řečištěm Moravy i poněkud východněji v polní trati Niva. Kromě sídlištních objektů byly nalezeny i zbytky železářských a kovoliteckých pecí. Mnoho slibných nálezů bylo zničeno nepochopením při stavbě rodinných domků. O mnoha nálezech není známo, kde přesně se našly (např. zlaté šperky), neboť byly odevzdány až později do Moravského muzea. Další část archeologického naleziště porušilo drážní těleso. Práce postupovala tak rychle, že o nějakém soustavném průzkumu nemohlo být ani řeči. Nenávratně je ztracen archeologický obsah části Čertova kúta, kde proud Moravy každoročně strhával celé bloky půdy.
Obdobný osud potkal jihozápadní část Špitálek. Při bagrování štěrkopísku v září 1949 upozornil místní badatel Antonín Zelnitius, že jsou porušovány slovanské kostrové hroby. Až bagr narazil na základy zděné stavby, došlo k povolání archeologů. Než mohli zasáhnout, zbyla ze základů jen polovina. Jak se brzy nato ukázalo, šlo o základy vlastnického kostela (druhého objeveného kostela z dob Velké Moravy) a hroby velkomoravské. Předpokládaný velmožský dvorec zatím nebyl nalezen a stál-li na jižní straně, nalezen již ani nebude.
Na loď o vnitřních rozměrech cca 7 x 5,8 m a se stopami pilířů navazovala na východní straně apsida 3 x 3 m a na západní straně předsíň (nartex) 5,8 x 5,8 m. Podle nalezených šperků, z nichž nejproslulejší je stříbrná plaketa se sokolníkem (viz), a jiného inventáře v hrobech lze kostel datovat do druhé poloviny 9. století.
Sídliště Špitálky bylo osídleno přibližně stejně intenzívně jako sídliště Na valách a jeho osídlení mělo přinejmenším stejně staré kořeny.

### Na Kostelíku (U Víta)

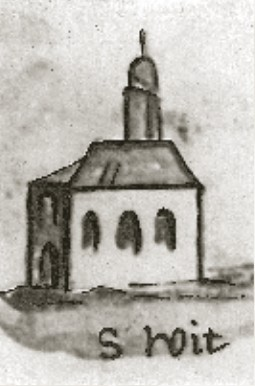
Kresba kostela sv. Víta

Na severní straně sídliště Na Dědině na něj téměř navazuje další sídliště Na Kostelíku. Jméno má podle kostela sv. Víta, který v těchto místech stál až do svého zrušení Josefem II. Krátce nato byl zbořen. Následující těžba hlíny zničila mnoho stop dávného osídlení i hrobů. Přesto se podařilo zjistit osídlení z konce 9. stol. a později z počátku 13. stol.
Podle Legendy o svatém Václavovi, jejíž autorství se připisuje Karlu IV., byl první historicky doložený český kníže Bořivoj I. a jeho manželka Ludmila pokřtěni arcibiskupem Metodějem „v hlavním moravském městě Velehradě, v kostele blaženého Víta“ (in ciuitate metropolitana Morauiae, Wellegradensi in eclesia beati Viti).

### Na Zahrádkách
Dále na sever za mokřinatou plochou byly objeveny pozůstatky zemědělského sídliště Na Zahrádkách. Našlo se několik desítek hrobů, ale tak blízko pod povrchem, že se má za to, že převážná část stop velkomoravského osídlení již podlehla zkáze.

### Na Zerzavici
Sídliště Na Zerzavici (starší pojmenování Ténice) leželo na nevysoké písčité vyvýšenině mezi Moravou a Jalubským potokem poblíž jejich soutoku. V nejhlubších vrstvách se našly stopy osídlení z mladší doby kamenné. Slovanské osídlení je doloženo přibližně od poloviny 8. století a žilo pravděpodobně až do 13. století. V době velkomoravské tu žili zemědělci a rybáři. Při budování kanálu v r. 1935 se u severního konce osady rozkopalo místo s opracovanými pískovcovými kameny, nikdo je však blíže nezkoumal ani nezaměřil místo jejich nálezu. Možný tradovaný špitál s kostelem sv. Klimenta tedy zůstává domněnkou.

### Bumbalov
Východně od sídliště Na Zerzavici v poloze Bumbalov nedaleko silného východního opevnění celé aglomerace je doloženo velkomoravské osídlení, pravděpodobně mající za úkol chránit starý brod přes Moravu.

## Pamětihodnosti
- Kostel svatého Michaela archanděla
- Památník Velké Moravy - Cyrilometodějské centrum
- Rotunda svatého Michala
- Sousoší svatého Jana Nepomuckého
- Kostel svatého Ducha

## Osobnosti
- František Omelka (1904–1960), spisovatel a esperantista
- Josef Panáček (1937–2022), střelec a olympionik
- Jiří Pavlica (*1953), hudebník, primáš folklórního souboru Hradišťan
- Rostislav Sochorec (1900–1948), politik
- Antonín Zelnitius (1876–1957), amatérský archeolog
- Miroslav Grebeníček (* 1947), komunistický politik

## Galerie

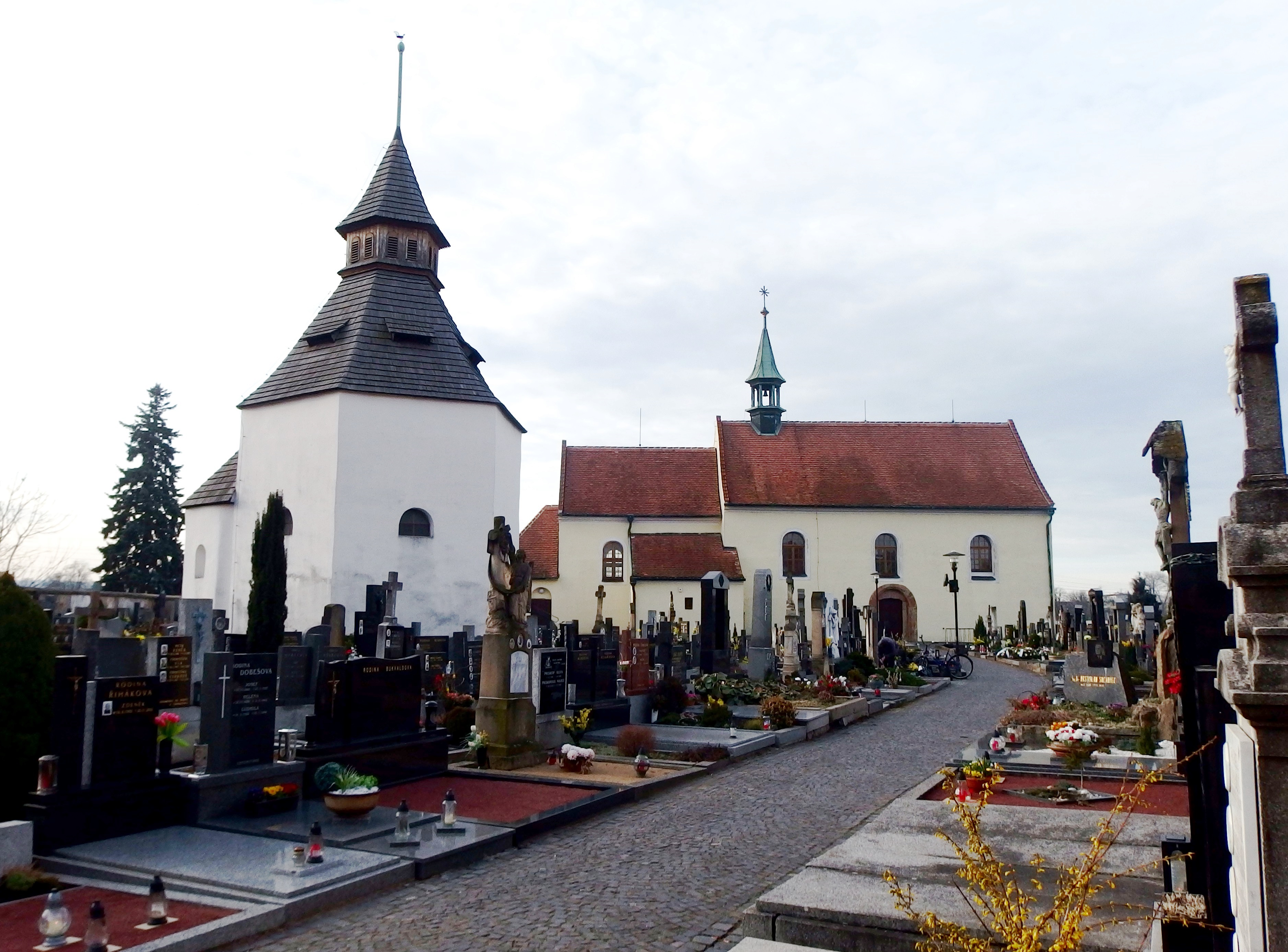
Hřbitov s kostelem svatého Michala a bývalý karner
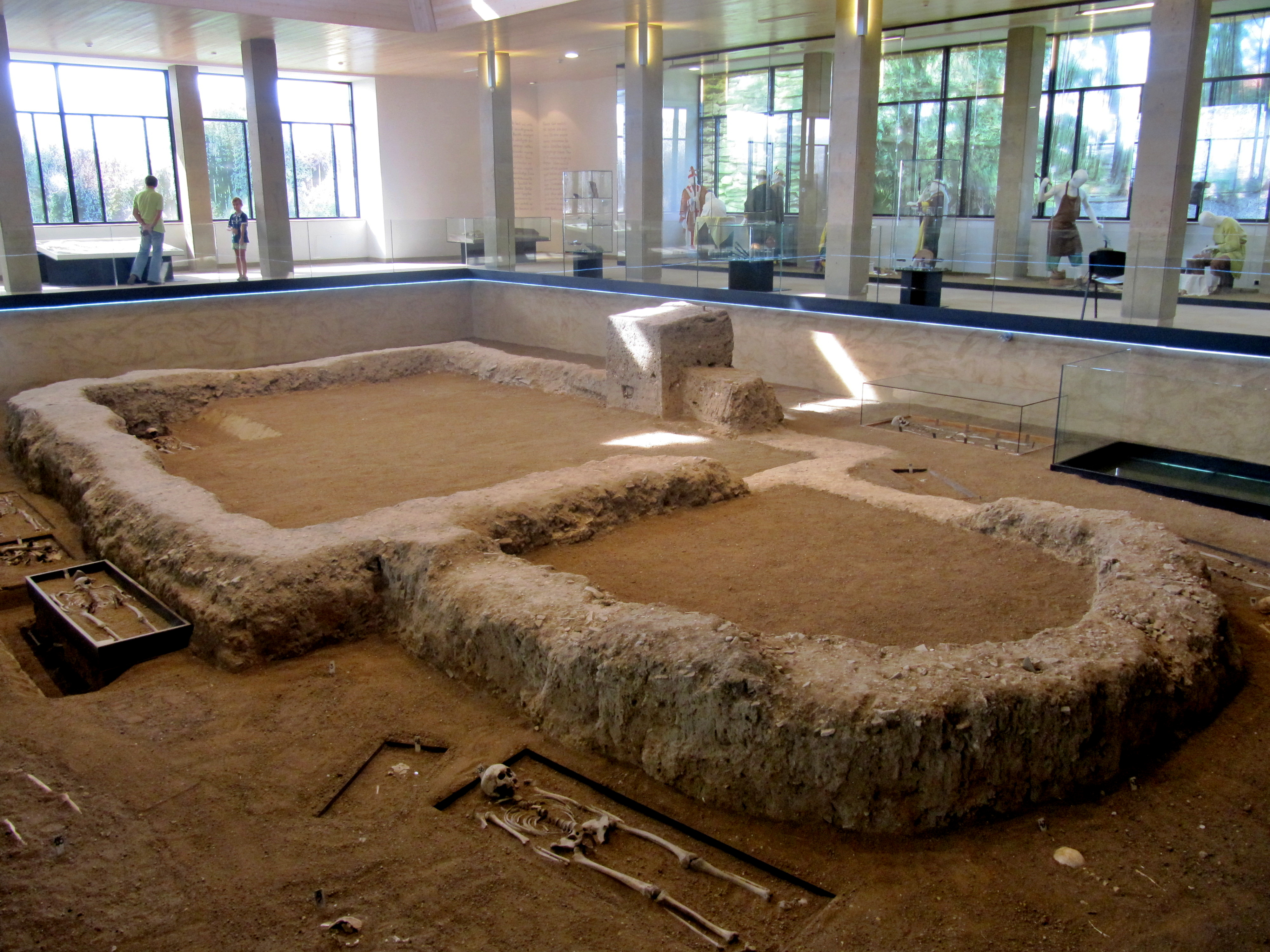
Expozice Památníku Velké Moravy
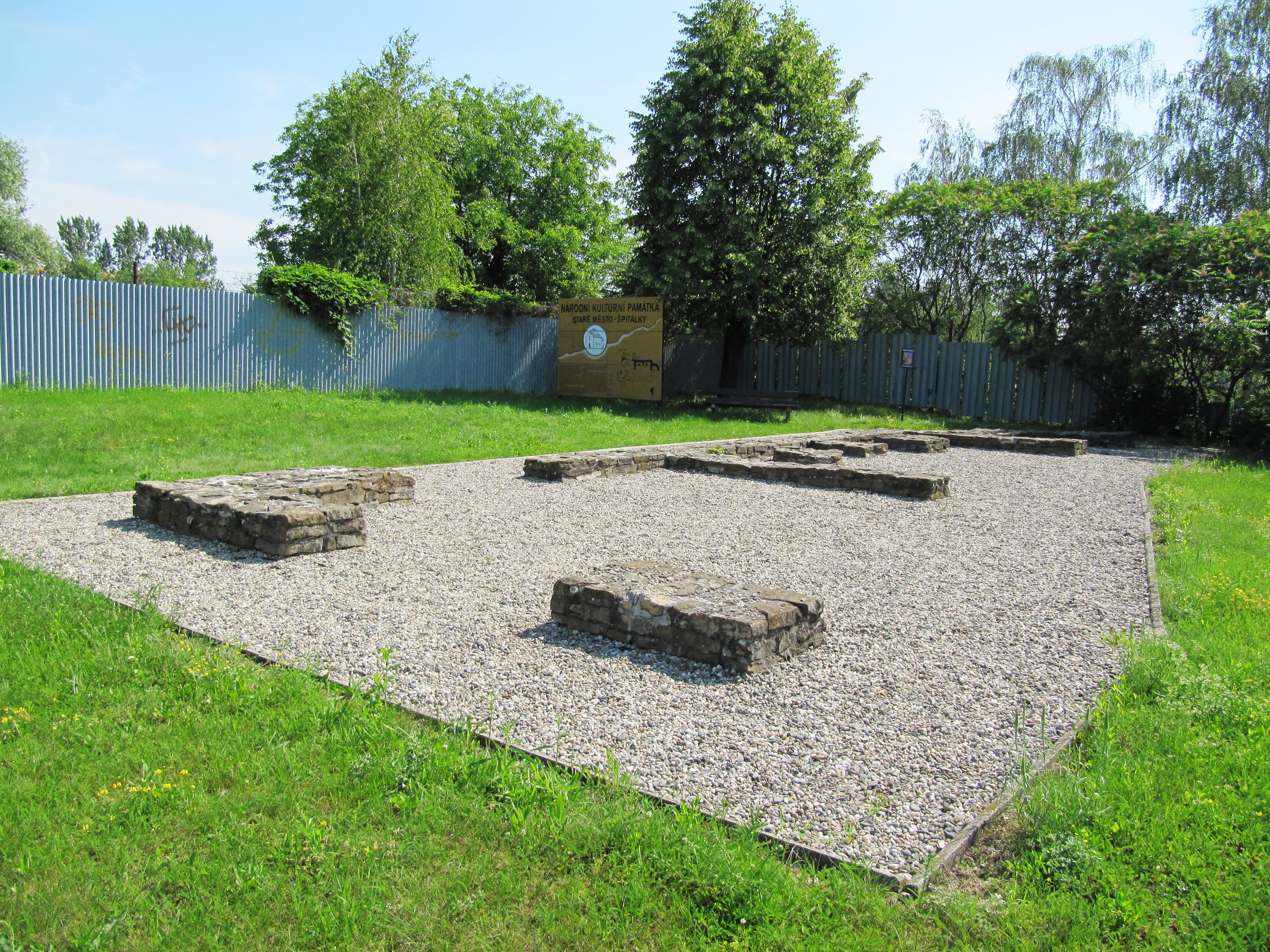
Archeologický areál Špitálky
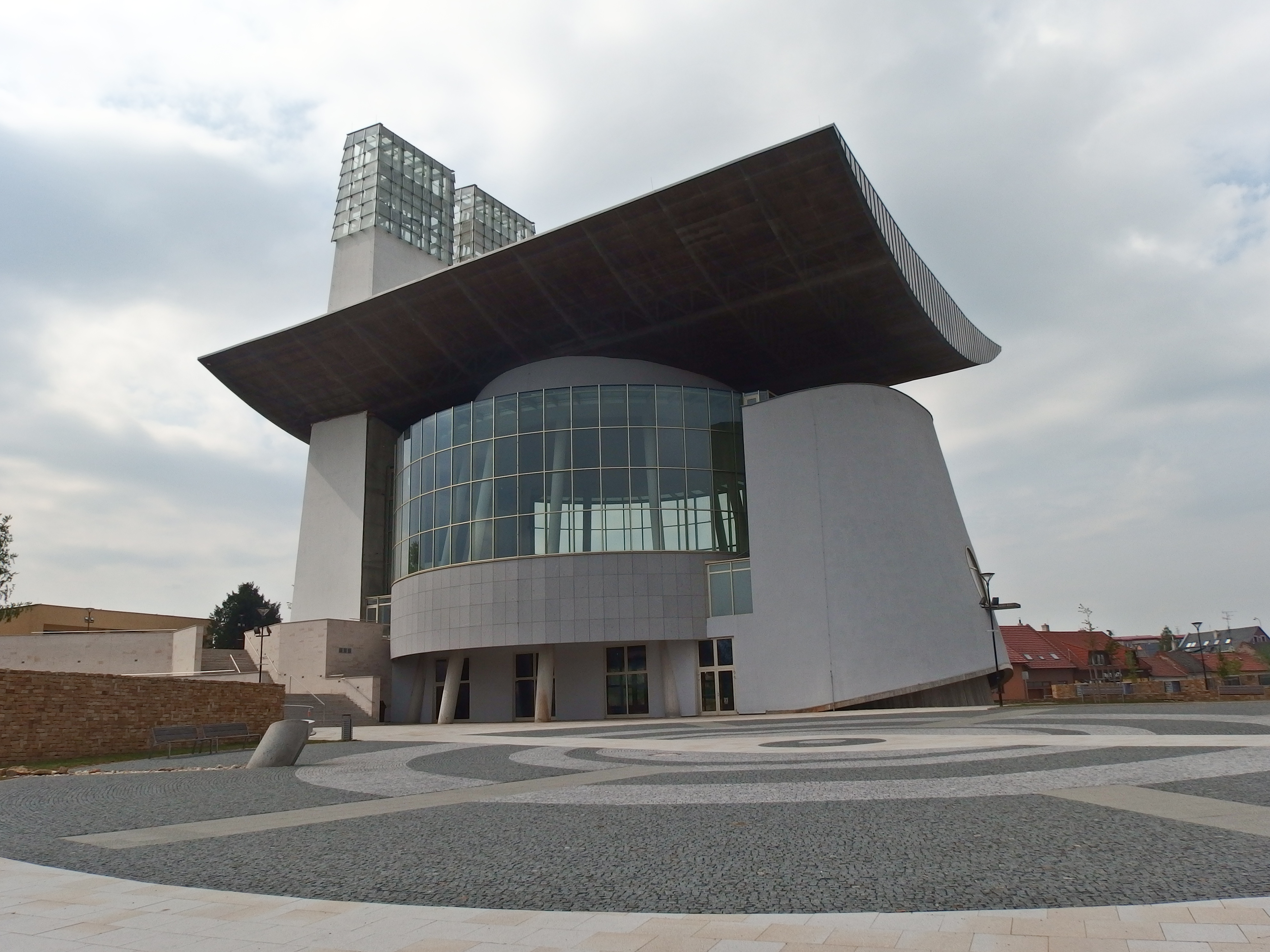
Kostel Svatého Ducha
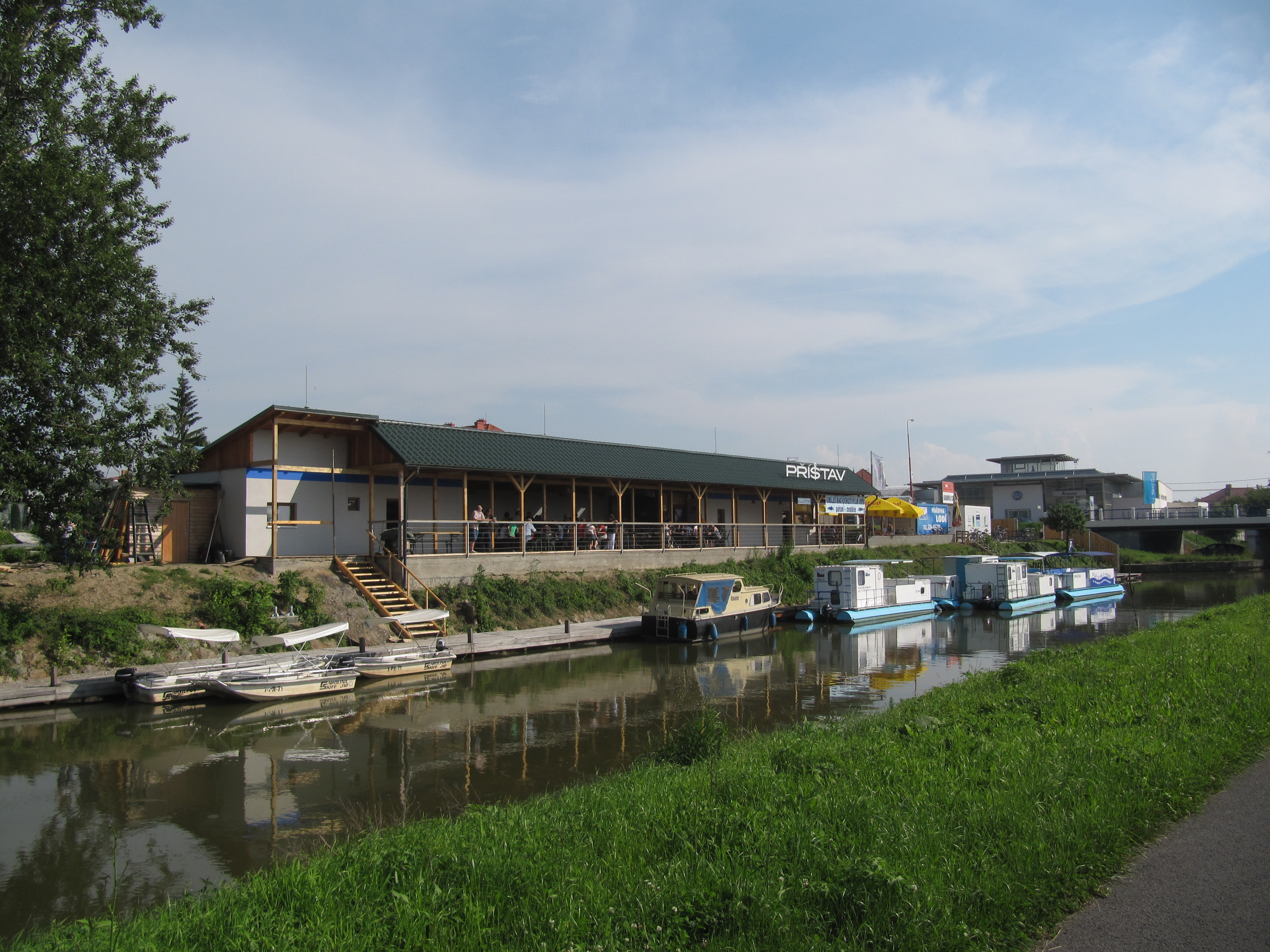
Přístaviště na Baťově kanále
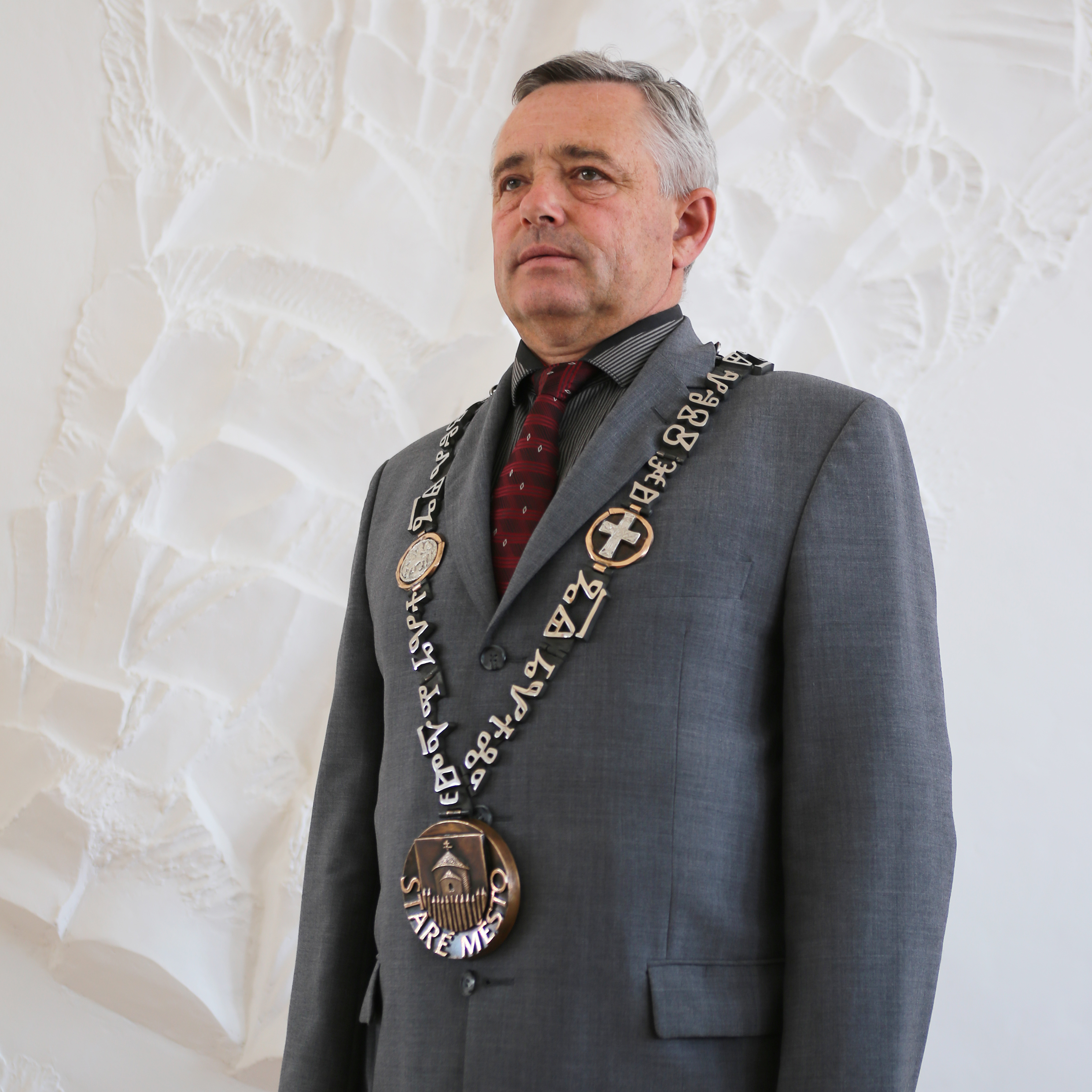
Insignie města
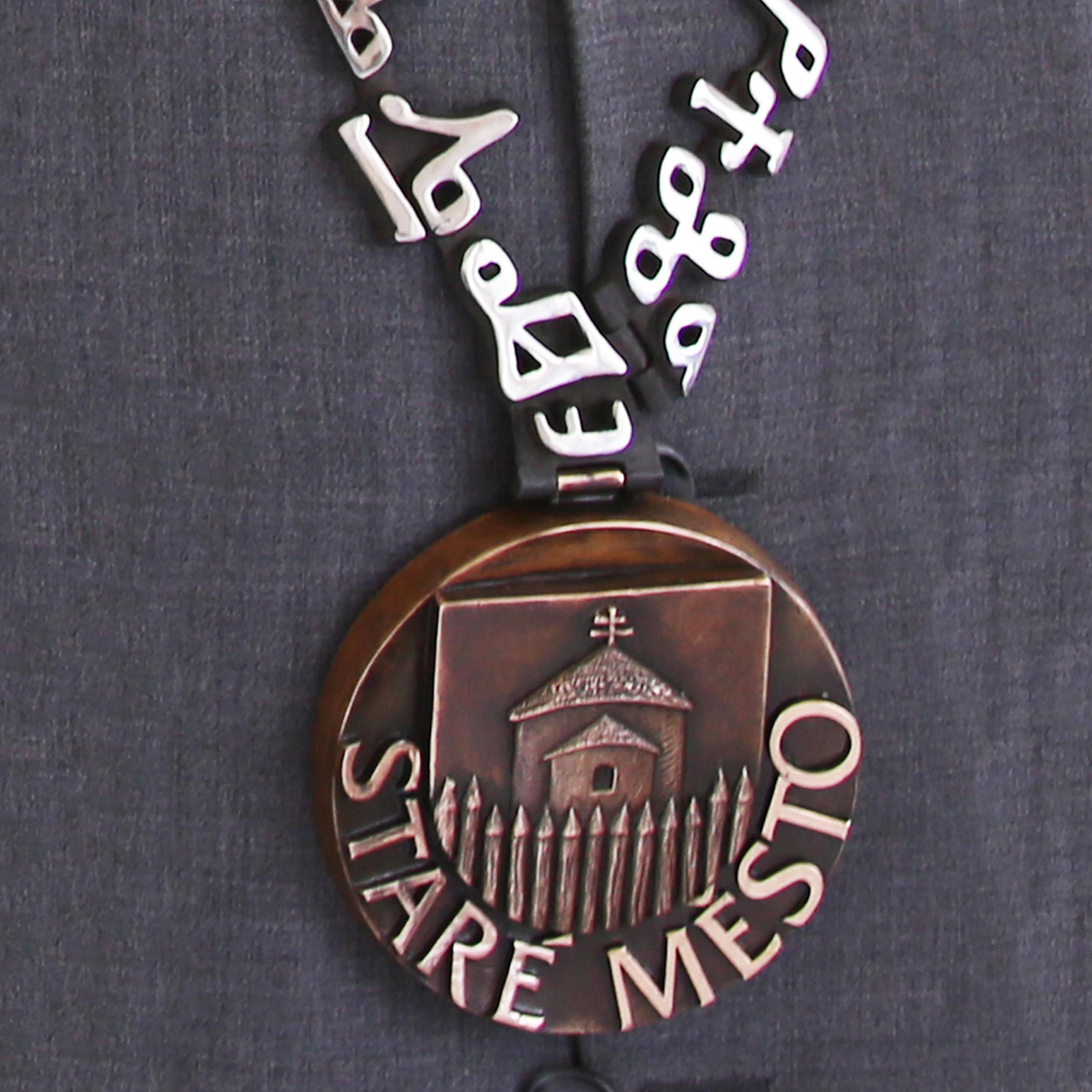
Insignie města, autor: Daniel Ignác Trubač
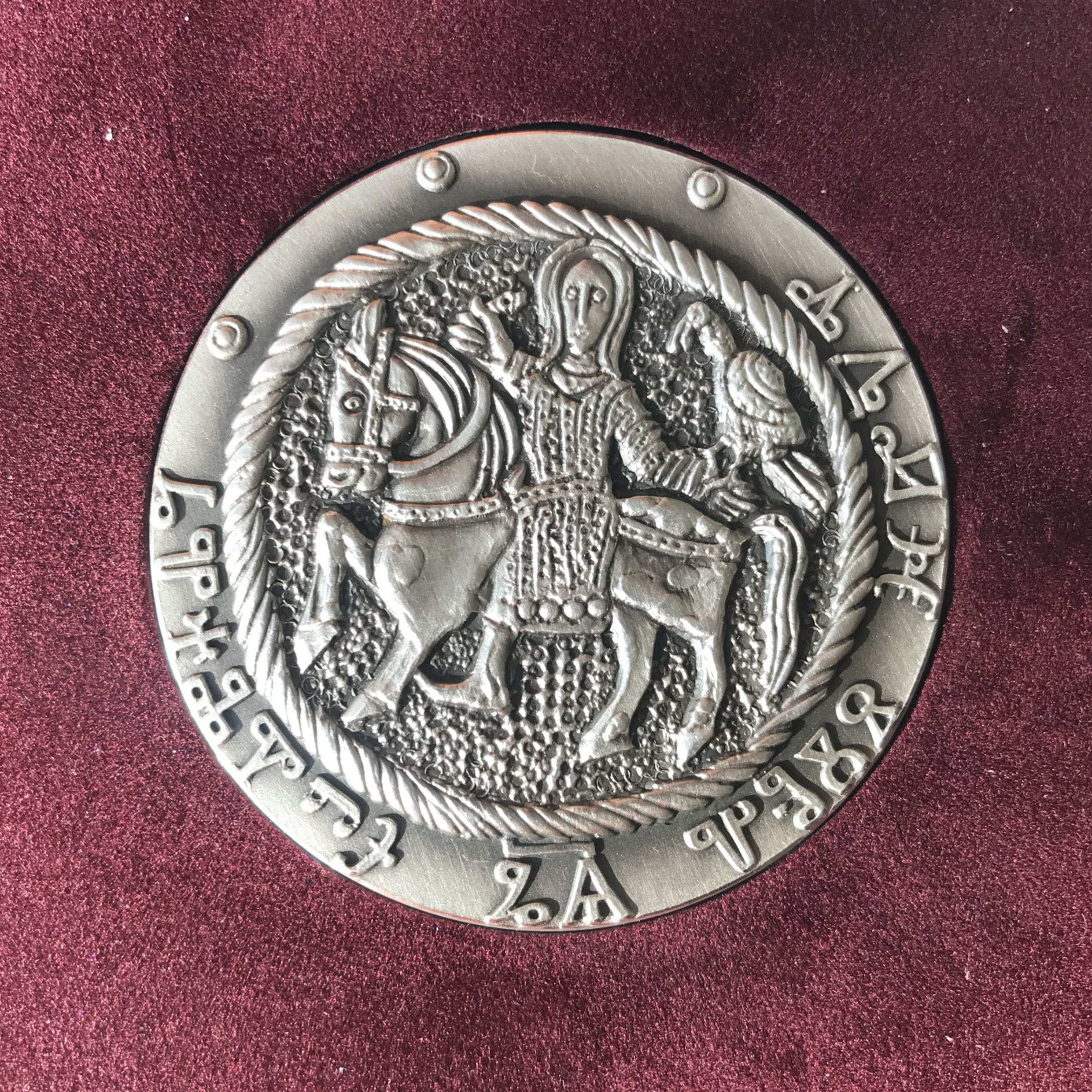
Pamětní medaile města, avers
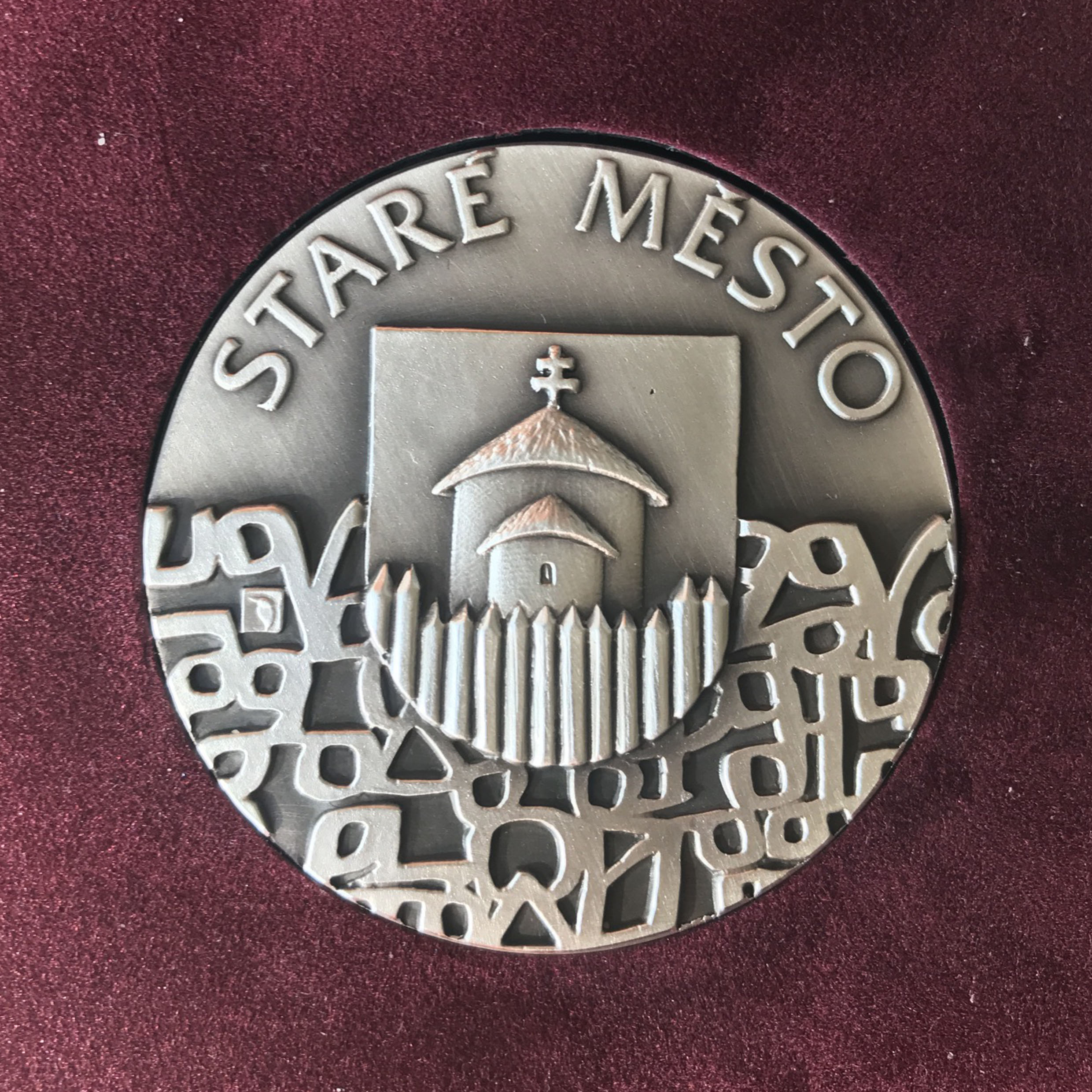
Pamětní medaile města, autor: Daniel Ignác Trubač
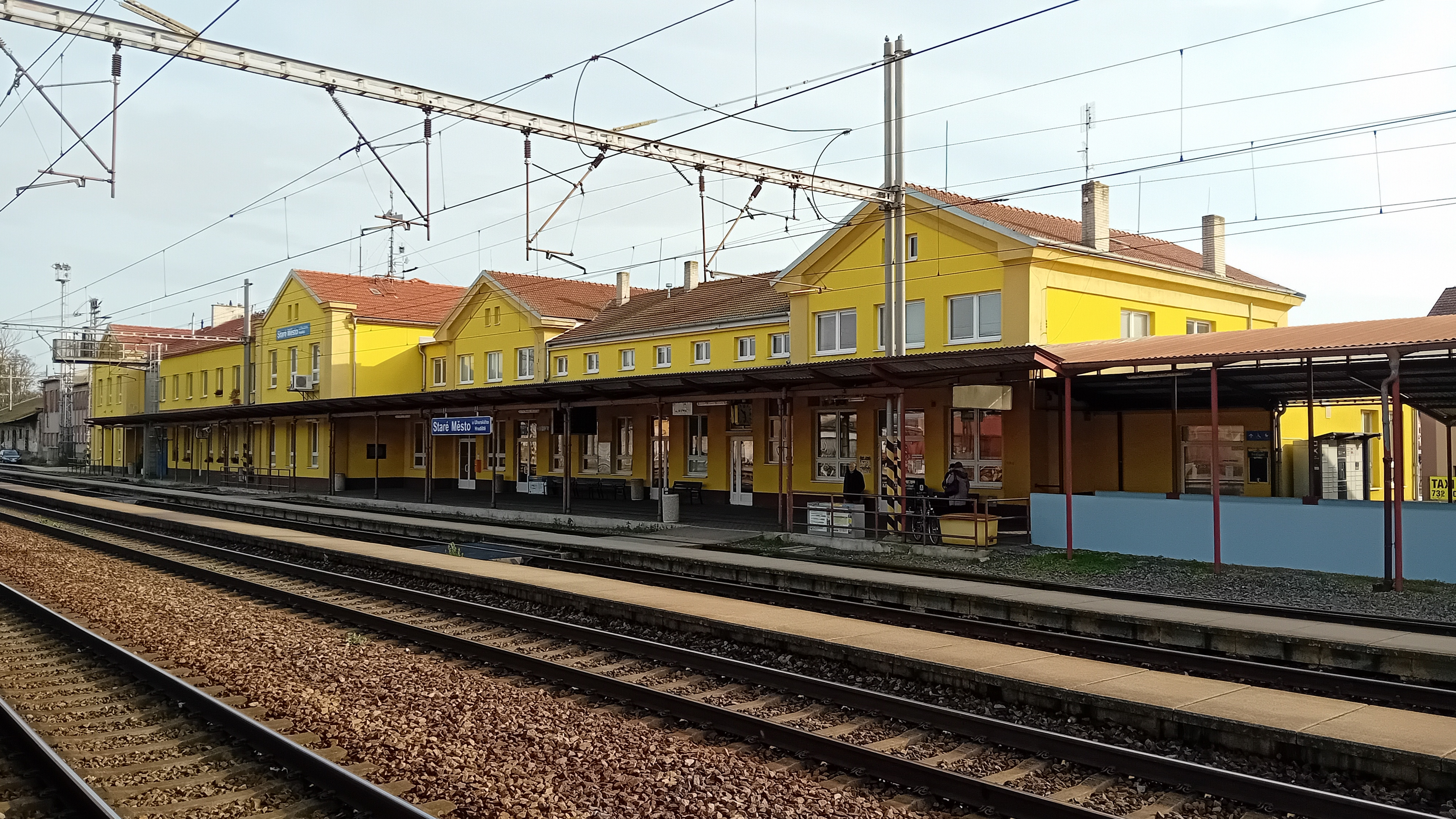
Nádraží

## Partnerská města
- Sées, Francie
- Tönisvorst, Německo